# Wilstedt
Wilstedt is een gemeente in de Duitse deelstaat Nedersaksen. De gemeente maakt deel uit van de Samtgemeinde Tarmstedt in het Landkreis Rotenburg (Wümme).
Wilstedt telt 1.731 inwoners. Wilstedt grenst aan de gemeente Grasberg.
De in Sleeswijk-Holstein gelegen plaats Tangstedt (Stormarn) heeft een wijk, die ook Wilstedt heet.

## Geschiedenis
Uit het jaar 860 dateert een door Ansgarius opgetekend verslag over vermeende wonderbare genezingen op het graf van bisschop Willehad van Bremen, in de Dom van Bremen. Dit zeldzame document vermeldt en dateert ieder genezingswonder, met de herkomst van degene, aan wie het zou zijn geschied. Het is voor vele plaatsen in de regio's rond Bremen en Verden de oudste overgebleven naamsvermelding. Dit geldt ook voor Wilstedt. In 1124 wordt Willenstede vermeld in een pauselijke schenkingsakte.
Wilstedt is een oud boerendorp. De agrarische sector is steeds de belangrijkste bron van bestaan in de gemeente gebleven. Sedert 1970 hebben zich hier ook woonforensen met een werkkring in omliggende grotere steden gevestigd. Ten behoeve van de mobiliteit van de dorpelingen (openbaar vervoer is zo goed als afwezig) doen veel mensen uit Wilstedt aan carpoolen.

## Bezienswaardigheden, toerisme
- De evangelisch-lutherse Sint-Pieterskerk te Wilstedt is gebouwd in barokstijl en dateert van het jaar 1722. Een gedeelte van de kerktoren, afkomstig van een ouder godshuis op deze plaats, dateert nog uit de middeleeuwen. Uit 1991 dateren twee glas-in-loodramen van de regionaal beroemde glazenier Heinz Lilienthal. Zij stellen de doop van Jezus in de Jordaan, respectievelijk de Emmaüsgangers voor. Deze kerk geldt als het meest bezienswaardige gebouw in de gehele Samtgemeinde Tarmstedt.
- Op het opgeheven spoorlijntje vanuit Wilstedt zijn in het zomerseizoen ritten op een draisine mogelijk; de route doet Tarmstedt, Hepstedt en Breddorf aan; eindpunt is Ostereistedt, waar een horecavoorziening in een treinwagon aanwezig is.[3] Rondom deze ritten zijn toeristische arrangementen te boeken, o.a. voor school- en bedrijfsuitstapjes.

Zie verder onder: Samtgemeinde Tarmstedt.
- Gemeinsame Normdatei: 4448003-9
- Virtual International Authority File: 243847762

Ahausen · 
Alfstedt · 
Anderlingen · 
Basdahl · 
Bötersen · 
Bothel · 
Breddorf · 
Bremervörde · 
Brockel · 
Bülstedt · 
Deinstedt · 
Ebersdorf · 
Elsdorf · 
Farven · 
Fintel · 
Gnarrenburg · 
Groß Meckelsen · 
Gyhum · 
Hamersen · 
Hassendorf · 
Heeslingen · 
Hellwege · 
Helvesiek · 
Hemsbünde · 
Hemslingen · 
Hepstedt · 
Hipstedt · 
Horstedt · 
Kalbe · 
Kirchtimke · 
Kirchwalsede · 
Klein Meckelsen · 
Lauenbrück · 
Lengenbostel · 
Oerel · 
Ostereistedt · 
Reeßum · 
Rhade · 
Rotenburg · 
Sandbostel · 
Scheeßel · 
Seedorf · 
Selsingen · 
Sittensen · 
Sottrum · 
Stemmen · 
Tarmstedt · 
Tiste · 
Vahlde · 
Vierden · 
Visselhövede · 
Vorwerk · 
Westertimke · 
Westerwalsede · 
Wilstedt · 
Wohnste · 
Zeven